# 川土居村
川土居村（かわどいむら）は、かつて山形県西村山郡にあった村。

## 沿革
- 1889年（明治22年）4月1日 - 町村制施行に伴い西村山郡沼山村、吉川村、原村、入間村が合併し、川土居村が発足。
- 1954年（昭和29年）10月1日 - 西村山郡大井沢村、本道寺村、西山村と合併し、町制施行して西川町となり消滅。